# Mark Fell
Mark Fell (* 1966 Rotherham) je britský hudebník. Studoval design a filozofii na Rotherham College of Arts and Technology a následně umění na Sheffield City Polytechnic. Spolu s Matem Steelem tvoří od konce devadesátých let duo SND. Své první sólové album s názvem Ten Types of Elsewhere vydal v roce 2004 (na fyzických nosičích pouze v limitované edici). V roce 2010 vydal desku Multistability a následně několik dalších alb. Rovněž se věnoval tvorbě remixů nahrávek od jiných umělců, stejně jako produkci. Je také autorem obalů několika hudebních alb, například kompilace The Wire Tapper 27 (různí umělci, vydáno časopisem Wire, 2011) a Extra Playful: Transitions, které obsahuje remixy písní Johna Calea (2012).